# Meteore de Simm
Meteore de Simm, född 11 juli 2022, är en fransk varmblodig travhäst. Han tränas och körs av Mathieu Mottier.
Meteore de Simm började tävla 2022 och inledde med två andraplatser, för att sedan ta sin första seger i fjärde starten. Han har hittills sprungit in 160 475  euro på 7 starter varav 4 segrar och 2 andraplatser. Han har tagit karriärens hittills största segrar i Prix Édouard Marcillac (2025), Prix Félicien-Gauvreau (2025) och Prix Gai Brillant (2025).

## Statistik
| Statistik för Meteore de Simm (Ref.) | Statistik för Meteore de Simm (Ref.) | Statistik för Meteore de Simm (Ref.) | Statistik för Meteore de Simm (Ref.) | Statistik för Meteore de Simm (Ref.) | Statistik för Meteore de Simm (Ref.) |
| ------------------------------------ | ------------------------------------ | ------------------------------------ | ------------------------------------ | ------------------------------------ | ------------------------------------ |
| Starter                              | Placeringar                          | Startprissumma                       | Segerprocent                         | Platsprocent                         | Rekord                               |
| 7                                    | 4-2-0                                | 160 475 euro                         | 57 %                                 | 86 %                                 | 1.14,4ak,                            |

### Större segrar
| År   | Lopp                   | Kusk            | Vinstbelopp | Grupp   |
| ---- | ---------------------- | --------------- | ----------- | ------- |
| 2025 | Prix Édouard Marcillac | Mathieu Mottier | 27 000 EUR  | Grupp 3 |
| 2025 | Prix Félicien-Gauvreau | Mathieu Mottier | 54 000 EUR  | Grupp 2 |
| 2025 | Prix Gai Brillant      | Mathieu Mottier | 54 000 EUR  | Grupp 2 |

### Starter
| Nr | Datum            | Lopp                                  | Bana       | Kusk            | Tid     | Distans | Plac. | Vinstbelopp |
| -- | ---------------- | ------------------------------------- | ---------- | --------------- | ------- | ------- | ----- | ----------- |
| -  | 4 juli 2024      | Kvallopp                              | Caen       | Louis Baudron   | 1.19,0a | 2 140 m | gdk   | 0 euro      |
| 1  | 11 november 2024 | Prix Flamme Assainissement - Maubeuge | La Capelle | Mathieu Mottier | 1.16,2a | 2000 m  | 2     | 3 125 euro  |
| 2  | 24 november 2024 | Prix du Fort de La Pompelle           | Reims      | Mathieu Mottier | 1.17,6a | 2550 m  | 2     | 4 250 euro  |
| 3  | 8 januari 2025   | Prix Gelinotte                        | Angers     | Mathieu Mottier | Da      | 2350 m  | 0     | 0 euro      |
| 4  | 1 februari 2025  | Prix d'Auch                           | Vincennes  | Mathieu Mottier | 1.15,9a | 2700 m  | 1     | 17 100 euro |
| 5  | 14 februari 2025 | Prix Édouard Marcillac                | Vincennes  | Mathieu Mottier | 1.15,0a | 2200 m  | 1     | 27 000 euro |
| 6  | 21 mars 2025     | Prix Félicien-Gauvreau                | Vincennes  | Mathieu Mottier | 1.15,5a | 2700 m  | 1     | 54 000 euro |
| 7  | 12 april 2025    | Prix Gai Brillant                     | Vincennes  | Mathieu Mottier | 1.14,4a | 2175 m  | 1     | 54 000 euro |